# Спанглиш
Спа́нглиш (латиница: espanglish, espaninglish, el Spanish broken, ingléspañol, ingleñol, espan’glés, espanolo, также «jerga fronteriza» приграничный жаргон) — собирательное название для целой группы смешанных языков и диалектов мексикано-американского приграничья, которые объединяют в себе черты английского и испанского языков в самых разнообразных комбинациях в зависимости от близости к границе, индивидуальных особенностей говорящего и т. д. Спанглиш стал массовым речевым явлением ещё во времена Дикого Запада (рубеж XIX-XX вв.) в результате массовой легальной и нелегальной иммиграции мексиканцев и латиноамериканцев в приграничные штаты США (Калифорния, Техас, Нью-Мексико и др.) с одной стороны и проникновением американского капитала и других форм влияния в страны Латинской Америки с другой. При этом корни спанглиша следует искать в речи тогда ещё немногочисленного испанизированного населения (метисы, креолы) территорий к северу от реки Рио-Гранде, которые после 1848 года (Мексикано-американская война) перешли под управление США. Так, испаноязычное население округа Сан-Антонио (чикано) быстро становится двуязычным, усваивает американскую культуру, и в условиях запрета на образование на испанском языке широко использует английский язык, хотя так до конца на него и не переходит. Явление стало массовым уже во второй половине XX века. Основные носители спанглиша сейчас — американцы мексиканского происхождения и другие латиноамериканцы в США, а также мексиканцы, живущие в приграничных с США районах. Спанглиш олицетворяет главную проблему латиноамериканцев страны, особенно в регионах их традиционного компактного проживания (Юго-Запад США) — отсутствие полноценной системы образования на испанском языке в США и проблема сохранения родного языка. Данный феномен нашёл отражение в прессе, кинематографии, народном юморе и т. д.

## Примеры смешанного текста на спанглише
Ábrela tú.

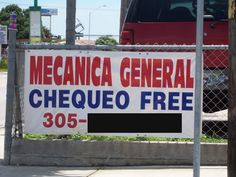
Пример вывески на спанглише в Майами

¿Por qué yo? Tú tienes las keys. Yo te las entregué a ti. Además, I left mine adentro.
¿Por qué las dejaste adentro?
Porque I knew you had yours.
¿Por qué dependes de mí?
Just open it, and make it fast.

## Кальки
В испанском языке США часто встречаются кальки английских фраз и выражений.
- llamar para atrás < англ. call back букв. «позвонить назад» (перезвонить), вместо правильн. исп. devolver la llamada букв. «вернуть звонок».
- te veo < англ. see you (soon) букв. «увижу тебя» (до свидания), вместо правильн. исп. hasta pronto или hasta la vista букв. «до скорого».
- no hace sentido < англ. it does not make sense букв. «это не делает смысла» (глупость), вместо правильн. исп. no tiene sentido «не имеет смысла».

Особую роль играют когнаты, паронимы и ложные друзья переводчика:
- англ. application > спангл. aplicacion «заявление» вместо «применение»
- англ. exit > спангл. exito «выход» вместо «успех»
- англ. grocery > спангл. groseria «бакалея» вместо «грубость»

С другой стороны, в стандартном английском языке США, особенно в СМИ, испанское влияние ощущается в лексике, где оно служит для создания юмористического, комического, иронического, гротескного эффекта: solo, si, adios, amigo, buenos dias и т. д., а также многочисленные ложные испанизмы.

## В массовой культуре
Песня на спанглише «Policia» артистки Марии Ван Колк, более известной как Loona, стала хитом 2012 года.